# Річард Елліс
Річард Солсбері Елліс (англ. Richard Salisbury Ellis; нар. 1950) — британський астрофізик, професор в Університетському коледжі Лондона. Раніше він працював професором астрономії в Каліфорнійському технологічному інституті. Він був нагороджений золотою медаллю Королівського астрономічного товариства (2011) і Королівською медаллю Королівського товариства (2022).

## Біографія
Елліс вивчав астрономію в Університетському коледжі Лондона та отримав ступінь доктора філософії в Коледжі Вольфсона при Оксфордському університеті в 1974 році.
У 1985 році він був призначений професором Даремського університету (з двома роками в Королівській Гринвіцькій обсерваторії). У 1993 році він перейшов до Кембриджського університету та став професором коледжу Магдалини. Він працював директором Інституту астрономії з 1994 по 1999 рік.
В 1999 році Елліс перейшов до Каліфорнійського технологічного інституту. Невдовзі після прибуття до Каліфорнійського технологічного інституту його призначили директором Паломарської обсерваторії, яку він пізніше реорганізував у Оптичні обсерваторії Каліфорнійського технологічного інституту, враховуючи зростаючу роль Каліфорнійського технологічного інституту у будівництві Тридцятиметровому телескопі.
Після 16 років роботи в Каліфорнійському технологічному інституті у вересні 2015 року він повернувся до Європи, отримавши грант на перспективні дослідження Європейської дослідницької ради, який проводився в Університетському коледжі Лондона.

## Наукові результати
Елліс переважно працює в галузі спостережної космології, досліджуючи походження та еволюцію галактик, еволюцію великомасштабної структури у Всесвіті, а також природу та розподіл темної матерії. Він працював у колаборації Morphs, вивчаючи формування та морфологію далеких галактик. Він особливо цікавиться програмами з використанням гравітаційного лінзування та наднових зір з високим червоним зсувом. Він був учасником Supernova Cosmology Project, керівник якого, Сол Перлмуттер, отримав Нобелівську премію з фізики 2011 року за відкриття прискореного розширення Всесвіту. Його останні відкриття стосуються пошуків найдавніших відомих галактик, видимих в той час, коли вік Всесвіту складав лише кілька відсотків від його нинішнього віку.
У Каліфорнійському технологічному інституті Елліс був директором Паломарської обсерваторії з 2000 по 2005 рік і відіграв ключову роль у розробці науково-технічного обґрунтування, а також у налагодженні партнерства для Тридцятиметрового телескопа — спільної роботи за участю Каліфорнійського технологічного інституту, Каліфорнійського університету, Канади, Японії, Китаю та Індії, призначених для Мауна-Кеа, Гаваї. Після будівництва він має стати найбільшим наземним оптичним телескопом у Північній півкулі.

## Нагороди та відзнаки
- Дійсний членом Королівського товариства (1995)
- Командором Ордена Британської імперії (2008)
- Золота медаль Королівського астрономічного товариства (2011)[7][8]
- Член і член-кореспондент Австралійської академії наук (2018)
- Королівська медаль Королівського товариства (2022)